# منحل انزركي

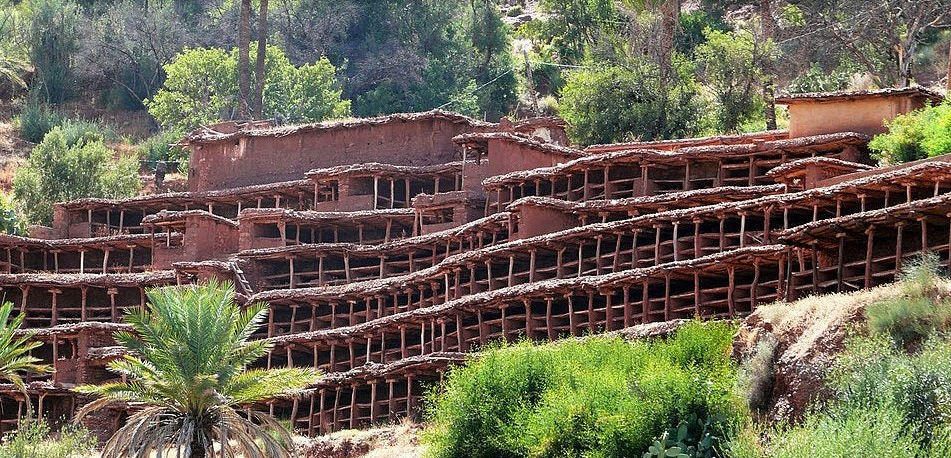
منحل انزركي

منحل انزركي أو تدارت أوكرام بالأمازيغية،(ⵜⴰⴷⴷⴰⵔⵜ ⵏ ⵓⴳⵯⵔⵔⴰⵎ ) هو منحل يقع في قرية انزركي، أكادير، المغرب، وتعود بدايته إلى القرن 17، وتم تحديثه عام 1850، ويعد من أكبر المناحل التقليدية في العالم. في قلب جبال الأطلس الكبير ضواحي جماعة أركانة التابعة لإقليم تارودانت.

## الموقع
يقع المنحل في قرية انزركي في قلب الأطلس الكبير بضواحي جماعة أركانة على يمين الطريق الوطنية رقم 8 الرابطة بين أكادير ومراكش، وقد اختير الموقع بشكل يراعي الظروف التي يمكن أن يعيش فيها النحل، بعيدا عن البرد ودرجات الحرارة المنخفضة وحيث أشعة الشمس طيلة اليوم.

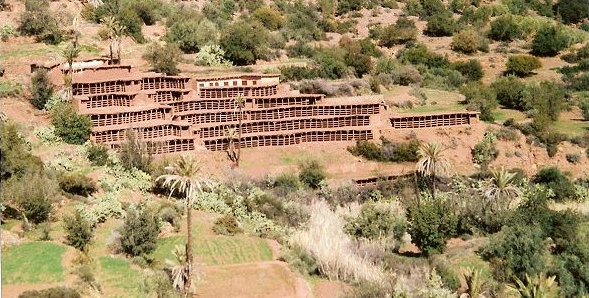
منحل انزركي الجماعي

## التاريخ
تعود بدايات المنحل إلى القرن 17، وتم تحديثه عام 1850، حسب الرواية الشفوية للسكان. لايزال إلى الآن يستعمله سكان المناطق القريبة في تربية النحل، حيث يقومون حاليًا بتربية ما يقرب من 280 خلية نحل وطني، يتم تصنيع الخلايا بشكل يدوي من سعف النخيل على شكل اسطواني، ثم يتم تغطيتها بالطين.

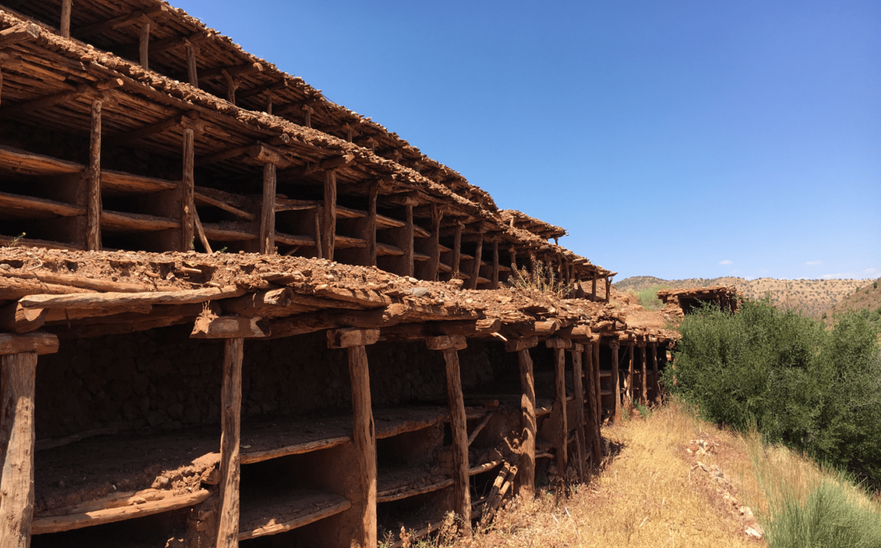
صورة لمنحل انزركي

يلاحظ تراجع أعداد خلايا النحل نتيجة التصحر، فالمنحل الذي كان يحوي في يوم من الأيام 2700 خلية نحل اليوم لا يحوي أكثر من 280 خلية. تعرض المنحل بفعل عوامل الطبيعة من أمطار وفيضانات إلى هدم أجزاء منه.

## أهمية تراثية وثقافية
تم تصنيف منحل انزركي تراثا وطنيا عام 2021 من جانب وزارة الثقافة المغربية، التي عملت على ترشيح المنحل إلى لائحة التراث العالمي لمنظمة الأمم المتحدة للتربية والعلم والثقافة (يونسكو).

## الوصف
يقع المنحل على ارتفاع يقدر ب 980 متراً في اتجاه الجنوب مستفيداً بذلك بقدر أكبر من أشعة الشمس. يضم المنحل 4000 خلية نحل، كان المنحل ينتج 25.000 ليتر من العسل سنوياً، يشتغل به 150 مليون نحلة.

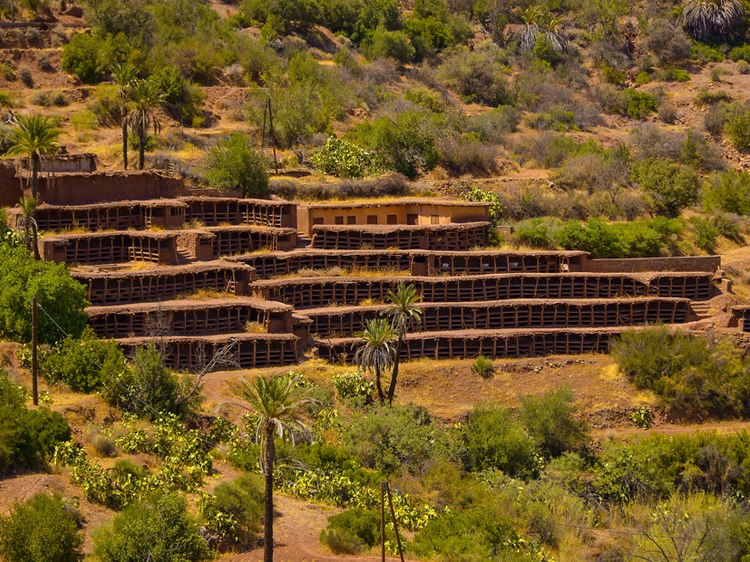
صورة لمنحل انزركي الجماعي

المنحل مبني من الخشب والطين والحجر، ويتكون من عدة طوابق حتى إن إتجاه المنحل تم اختياره بعناية ليكون باتجاه الجنوب ليستفيد النحل أكثر ما يمكن من أشعة الشمس.
أكبر منحل تقليدي في العالم
يعتبر منحل إنزركي أكبر منحل تقليدي في العالم، ويمكن القول إنه الأقدم. إنه كنز حقيقي من كنوز تراث سوس ماسة. تعرض في عام 1990 و 1996 للأضرار جسيمة بسبب الفياضانات المدمرة, التي شهدتها المنطقة, وبدعم من الوكالة الأمريكية للتنمية الدولية (USAID) واليونسكوا تم اعادة ترميم المنحل في عام 2006 بمراعاة التقنيات التقليدية (التراب والحجر والخشب)، لكنه لا يحتضن حاليا سوى خلايا نحل نشطة قليلة. تنتج هذه المنطقة أفضل أنواع العسل وأجودها في المغرب.
وفرة النباتات والزهور

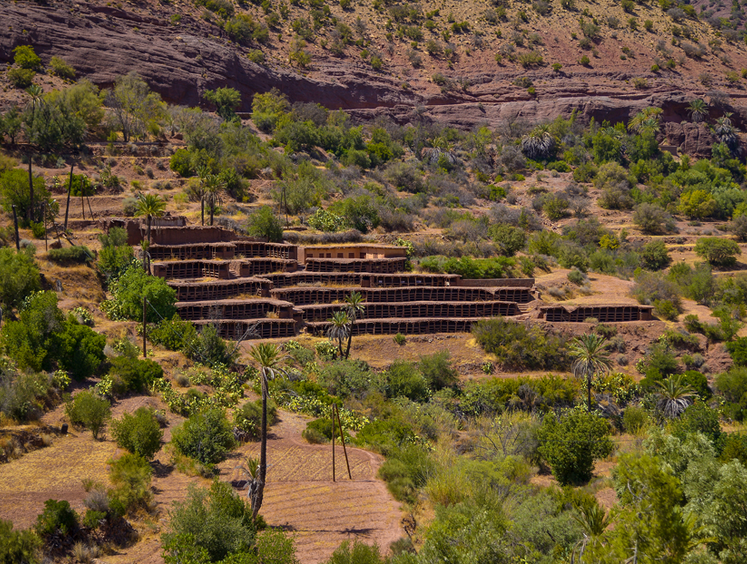
منحل انزركي Inzerki apiary

يتم وضع النحل في خلايا أسطوانية مصنوعة من اللحاء أو القصب المجدول. ويتم وصل الأسطوانات بقرص نخيل يحدده كل مالك. يتم عمل فتحة صغيرة لدخول وخروج الحشرات، وتوضع كل خلية في أكواخ جيدة التهوية. يتميز منحل إنزركي بالعديد من المزايا: فهو يقع على ارتفاع حوالي 1000 متر على منحدر جنوبي مشمس، أضف أن المناخ مستقر نسبيًا وتوجد النباتات والزهور بوفرة: أشجار اللوز والنخيل وزهور الجبال والزعتر والخزامى وأشجار الأركان.